# Communauté de communes de la Vallée de l'Ouve
La communauté de communes de la Vallée de l'Ouve est une ancienne communauté de communes française, située dans le département de Manche et la région Normandie.

## Historique
La communauté de communes de la Vallée de l’Ouve a été créée le 1er janvier 1997 entre les communes de Biniville, Catteville, Crosville-sur-Douve, Hautteville-Bocage, La Bonneville, Orglandes, Rauville-la-Place et Saint-Sauveur-le-Vicomte. La commune de Sainte-Colombe rejoint la communauté de communes au 1er janvier 1999.
Au 1er janvier 2002, adhérent également les communes de Besneville, Néhou, Neuville-en-Beaumont, Golleville et Reigneville-Bocage.
Au 1er janvier 2014, Saint-Jacques-de-Néhou et Taillepied, qui ne faisaient partie d'aucun ECPI, adhérent à la communauté de communes.
Le 1er janvier 2017, elle fusionne avec les communautés de communes de Douve et Divette, des Pieux, de la Côte des Isles, du Cœur du Cotentin, de la région de Montebourg, du Val de Saire, de Saint-Pierre-Église et de la Saire auxquelles s'ajoutent les communes nouvelles de Cherbourg-en-Cotentin et de La Hague pour former la communauté d'agglomération du Cotentin.

## Composition
La communauté de communes comprend seize communes sur les dix-neuf qui composaient le canton de Saint-Sauveur-le-Vicomte (intégrées en 2015 dans le canton de Bricquebec) :
| Nom                              | Code Insee | Gentilé           | Superficie (km2) | Population (dernière pop. légale) | Densité (hab./km2) |
| -------------------------------- | ---------- | ----------------- | ---------------- | --------------------------------- | ------------------ |
| Saint-Sauveur-le-Vicomte (siège) | 50551      | Saint-Sauveurais  | 34,27            | 2 192 (2014)                      | 64                 |
| Besneville                       | 50049      | Besnevillais      | 18,27            | 675 (2014)                        | 37                 |
| Biniville                        | 50055      | Binivillais       | 2,98             | 118 (2014)                        | 40                 |
| La Bonneville                    | 50064      | Bonnevillais      | 6,31             | 199 (2014)                        | 32                 |
| Catteville                       | 50105      | Cattevillais      | 4,57             | 110 (2014)                        | 24                 |
| Crosville-sur-Douve              | 50156      | Crosvillais       | 4,06             | 62 (2014)                         | 15                 |
| Golleville                       | 50207      | Gollevillais      | 6,46             | 175 (2014)                        | 27                 |
| Hautteville-Bocage               | 50233      | Hauttevillois     | 4,22             | 143 (2014)                        | 34                 |
| Néhou                            | 50370      | Nehouais          | 15,98            | 595 (2014)                        | 37                 |
| Neuville-en-Beaumont             | 50374      | Neuvillais        | 1,69             | 39 (2014)                         | 23                 |
| Orglandes                        | 50387      | Orglandais        | 9,26             | 361 (2014)                        | 39                 |
| Rauville-la-Place                | 50426      | Rauvillais        | 11,88            | 391 (2014)                        | 33                 |
| Reigneville-Bocage               | 50430      | Reignevillais     | 2,27             | 38 (2014)                         | 17                 |
| Sainte-Colombe                   | 50457      | Sainte-Colombiens | 4,99             | 215 (2014)                        | 43                 |
| Saint-Jacques-de-Néhou           | 50486      | Mourotais         | 21,49            | 584 (2014)                        | 27                 |
| Taillepied                       | 50587      | Taillepiétais     | 2,15             | 26 (2014)                         | 12                 |

## Compétences

### Compétences principales
- Aménagement de l'espace
  - Réalisation des locaux abritant des services de l'état.
  - Réalisation de documents d'urbanisme prévisionnels (type schéma directeur) à l'exception de la réalisation du POS et autorisation de construire.
  - Études de la mise en valeur du patrimoine bâti, réalisation de programme type O.P.A.H.
  - La communauté de communes de la Vallée de l'Ouve se substitue auprès du syndicat mixte du Parc naturel Régional des Marais du Cotentin et du bassin, aux communes adhérentes de la communauté de communes ayant approuvé le charte du Parc, dans leurs droits et obligations.
- Développement économique
- Étude, création, aménagement de nouvelles zones industrielles, artisanales, commerciales.
- Étude, création, aménagement de zones d'aménagement concerté d'intérêt communautaire.
- Étude, création, développement d'actions touristiques.
- Adhésion à l'office du tourisme cantonal.
- Création et aménagement de structure d'accueil touristique.

### Compétences secondaires
- Voirie.
- Politique du logement et cadre de vie.
- Construction, entretien et fonctionnement d'équipements d'enseignement préélémentaire et élémentaire publics.

## Politique et administration
| Période                                  | Période       | Identité      | Étiquette | Qualité                                       |
| ---------------------------------------- | ------------- | ------------- | --------- | --------------------------------------------- |
| 1997                                     | décembre 2016 | Michel Quinet | NC        | Maire de Saint-Sauveur-le-Vicomte (1995-2014) |
| Les données manquantes sont à compléter. |               |               |           |                                               |

La communauté des communes de la Vallée de l'Ouve comprenait au total trente-neuf délégués titulaires et seize suppléants.